# Ernst Staxäng
Ernst Valdemar Staxäng (i riksdagen kallad Olsson i Staxäng), ursprungligen Olsson, född 12 april 1898 i Bro församling, Bro socken, död 11 december 1967 i Kareby, Kungälvs kommun, var en svensk lantbrukare och politiker (högerman). Han var i unga år känd som Ernst Olsson i Staxäng.

## Politiskt liv
Ernst Staxäng var ledamot av riksdagens andra kammare från 1933. Han var Statsutskottets ordförande 1961–1964. Han kom under många decennier att vara en viktig gestalt inom den svenska högern. Den tidigare moderate riksdagsledamoten Leif Cassel beskriver i sina memoarer "Så vitt jag minns" sin bild av Ernst Staxäng.
"En av dem som hade en rätt speciell profil var Ernst Staxäng. Han hörde till de borna korridorpolitikernas skara och besatt en list och förslagenhet som ofelbart hade gjort honom till påvlig nuntie om han inte varit så klippfast förankrad i sin steniga hemkusts schartauanism"
Cassel skriver vidare:
"Vid våra gruppsammanträden spelade Staxäng en stor roll och var en man som vi alla uppmärksamt lyssnade till. Och lyssna måste man för det var praktiskt taget omöjligt att uppfatta vad han sa. Det hörde nämligen till Staxängs spelstil att tala så tyst så möjligt och utan att ta pipan ur munnen."
Som den förste distriktsordföranden för det nybildade Bohusdistriktet av Ungsvenskarna (nuvarande Moderata Ungdomsförbundet) 1934–1936 hade han spelat en aktiv roll i Allmänna Valmansförbundets brytning med den tidigare ungdomsorganisationen Sveriges Nationella Ungdomsförbund.

## Familj
Ernst Staxäng var gift med Annie Staxäng med vilken han fick tio barn. Han var far till kontraktsprosten Sten Edgar Staxäng och farfar till riksdagsmannen Lars-Arne Staxäng. Han omkom i en trafikolycka vid Kareby kyrka på E6, där det mesta tyder på att drabbades av sjukdom strax före krocken.